# Ніколаєвка (Поспєлихинський район)
Нікола́євка (рос. Николаевка) — село у складі Ніколаєвської сільської ради Поспєлихинського району Алтайського краю, Росія.

## Населення
Населення — 1364 особи (2010; 1625 осіб у 2002 році).
Національний склад (станом на 2002 рік):
- росіяни — 93 %